# 수상기

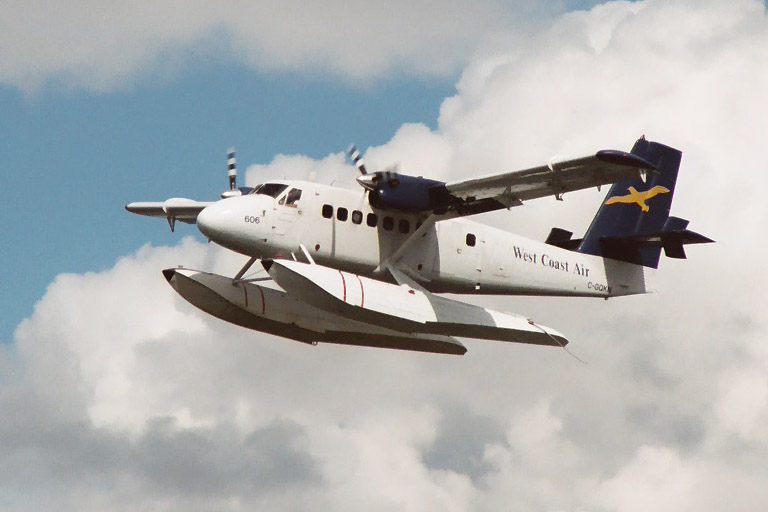
수상기

수상기(水上機, 영어: seaplane)는 수면 위로 떠서 질주가 가능한 선형의 기체 구조를 가진 항공기이다. 해상에서 이륙 및 착수할 수 있도록 설계되었다.

## 유형
수상기(seaplane)라는 용어는 두가지 유형의 기체를 설명하는데 사용된다. 하나는 ‘수상비행기’(floatplane)이고, 나머지는 ‘비행정’(flying boat)이다.
- 수상비행기(floatplane)는 동체 하단부에 가는 부유체를 가지고 있다. 2개의 부유체가 일반적이지만, 다르게 설계될 수도 있다. 수상비행기의 부유체만이 정상적으로 물에 접촉될 수 있다. 동체는 물 위에 떠 있다. 일부의 작은 육상 항공기는 수상비행기로 개조될 수 있으며, 일반적으로 수상비행기는 작은 비행체이다. 수상비행기는 보통 0.31 m보다 파고를 다룰 수 없는 것으로 제한된다. 이러한 수상비행기는 항공기의 빈 무게와 항력 계수가 더해져서 가해지는 압력을 감소되며, 상승률을 늦추고, 순항속도를 느리게 한다.
- 비행정에서는, 주요 부력의 원천이 동체이며, 이것은 물속에서 배의 선체와 같은 역할을 한다. 왜냐면 동체 하부가 유체 운동으로 물이 주변으로 흘러가도록 만들어졌기 때문이다.

## 같이 보기
- 수상기모함